# Yongxing Chengguanzhen (häradshuvudort i Kina, Hunan Sheng, lat 26,12, long 113,13)
Yongxing Chengguanzhen (kinesiska: Yung-hsing-hsien-ch’eng, 永兴城关镇, 永兴县) är en häradshuvudort i Kina. Den ligger i provinsen Hunan, i den södra delen av landet, omkring 230 kilometer söder om provinshuvudstaden Changsha. Antalet invånare är 572 655. Befolkningen består av 276 773 kvinnor och 295 882 män. Barn under 15 år utgör 22,0 %, vuxna 15-64 år 68 %, och äldre över 65 år 8,0 %.
Runt Yongxing Chengguanzhen är det tätbefolkat, med 308 invånare per kvadratkilometer. Yongxing Chengguanzhen är det största samhället i trakten. I omgivningarna runt Yongxing Chengguanzhen växer huvudsakligen savannskog.
Genomsnittlig årsnederbörd är 1 800 millimeter. Den regnigaste månaden är augusti, med i genomsnitt 276 mm nederbörd, och den torraste är oktober, med 25 mm nederbörd.